# Материк (фільм)
«Материк» (італ. Terraferma) — кінофільм режисера Еммануеле Кріалезе, вийшов на екрани в 2011 році.

## Зміст
Жителям невеликого італійського острова Ліноза, розташованого поблизу Сицилії у Середземному морі, жити б у суцільному святі, приймати туристів, здійснювати з ними морські прогулянки і відчувати себе учасниками індустрії розваг. Та потік нелегальних іммігрантів із країн Африки ставить населення острова, яке спрадавна звикло допомагати тим, хто гине в морі, перед важким вибором: дотримуватися принципових і деколи жорстоких законів держави, що регулює цей процес, або законів загальнолюдської моралі та милосердя. За законом рибалки зобов'язані повідомити про подію владі, після чого емігранти будуть екстрадовані назад до Африки. Звиклі надавати допомогу всім, хто потрапив у біду, сицилійські рибаки не можуть допустити, аби з їхньої вини постраждали жінки і діти. Члени родини опиняються перед непростим вибором.

## Ролі
- Філіппо Пучилло — Філіппо
- Донателла Фінокк'яро — Джульєтта
- Джузеппе Фіорелло — Ніно
- Міммо Кутіккйо — Ернесто
- Мартіна Кодеказа — Маура
- Тиціана Лодато — Марія
- Клаудіо Сантамарія — фінансист
- Тимніт Т. — Сара

## Нагороди та номінації
- 2011 — 3 призи Венеційського кінофестивалю: Гран-прі журі, премія Пазінетті за найкращий фільм і премія ЮНІСЕФ (все — Еммануеле Кріалезе).
- 2011 — участь в основному конкурсі Хайфського кінофестивалю.
- 2012 — 3 номінації на премію «Давид ді Донателло»: найкращий фільм (Еммануеле Кріалезе, Марко Гіменц, Джованні Стабіліні, Ріккардо Тоцці), найкращий режисер (Еммануеле Кріалезе), найкраща актриса (Донателла Фінокк'яро).
- 2012 — спеціальний приз журі Стамбульського кінофестивалю за відображення прав людини в кіно.